# Chushingura: Hana no Maki, Yuki no Maki
Chūshingura: Hana no Maki, Yuki no Maki (忠臣蔵 花の巻 雪の巻, Chushingura: storia di fiori, Storia di neve) è un film giapponese basato su un dramma d'epoca del 1962 diretto da Hiroshi Inagaki, con gli effetti speciali di Eiji Tsuburaya. Prodotto e distribuito dai Toho Studios, è basato sulla storia dei 47 ronin. Il film è interpretato da Toshiro Mifune nella parte di Genba Tawaraboshi, insieme con Matsumoto Hakuō I, Yūzō Kayama, Tatsuya Mihashi, Akira Takarada, Yosuke Natsuki, Makoto Satō, e Tadao Takashima.

## Distribuzione
Chūshingura: Hana no Maki, Yuki no Maki è uscito nelle sale il 3 novembre 1962.  È stato rilasciato negli Stati Uniti con il titolo "47 Samurai".